# Gößnitz, Steiermark
Gößnitz  var en kommun i distriktet Voitsberg i förbundslandet Steiermark i Österrike. Den 1 januari 2015 blev den en del av kommunen Maria Lankowitz.
Kommunen bestod av två orter (Ortschaften) (inom parentes invånarantal 1 januari 2024):
- Hochgößnitz (147)
- Niedergößnitz (237)